# Noelia Amarillo
Noelia Amarillo (Madrid, 31 de octubre de 1972) es una escritora española de novela romántica y erótica desde 2010. Ha logrado varios premios con sus novelas de tipo romántico.

## Biografía
Noelia Amarillo nació el 31 de octubre de 1972 en Madrid, España y tiene 2 hijas. Su trabajo como administrativa en una empresa familiar le permite tener tiempo para escribir. Su relato El corazón de una estrella, fue uno de los cinco ganadores del I Premio Narrativa Romántica La Máquina China. También ha sido finalista en el VI Premio Terciopelo (2011) con su novela "Quédate a mi lado". Ha ganado varios premios de novela romántica, entre los que se cuentan el Premio Dama 2015 a la Mejor Autora Nacional por "Bajo el Calor de tu piel", Los premios Mejor Novela Histórica Nacional Rincón Novela Romántica 2014 y Dama a la mejor novela romántica de suspense de ese mismo año por "Amanecer Contigo", o el Premio AelS (Autoras en la Sombra) al Mejor Romance Actual 2012 por "Quédate a mi lado".

### Serie «Príncipes azules y otros cuentos chinos»
1. No soy tu príncipe (Octubre 2023)
2. No somos princesas (Octubre 2024)

### Serie «Tres Hermanas»
(finalizada)
1. Los secretos de tu cuerpo (mayo de 2022)
2. El roce de tu piel (octubre 2022)

### Serie «Morder, soñar, lamer»
(finalizada)
1. Morder tus labios sobre sábanas de seda (enero de 2021)
2. Soñar contigo entre muffins y cupcakes (abril de 2021)
3. Lamer tu piel bajo el sol de Kenia (octubre de 2021)

### Serie «Besos»
(finalizada)
1. Besos robados (2018)
2. Besos prohibidos (2020)

### Serie «No lo llames...»
(Finalizada)
1. No lo llames amor (2017)
2. No lo llames pasión (2018)
3. No lo llames deseo (2019)
4. No lo llames sexo... ¿O sí? (2019)
5. Llámalo tu y yo (2019)

### Serie «Amigos del barrio»
(Finalizada) 
1. Falsas apariencias (2010) Reedición en libro electrónico 2021
2. Cuando la memoria olvida (2011) Reedición libro electrónico 2022
3. ¿Suave como la seda? (2012) Reedición libro electrónico 2022
4. Atrévete a quererme (2014) Reedición libro electrónico 2023
5. Nadie más que tú (2016) Reedición libro electrónico 2023

### Serie «Crónicas del templo»
(Finalizada)
1. El origen del deseo (2013)
2. Los lazos del deseo (2014)
3. El aprendiz del deseo (2014)
4. La reina del deseo (2014)
5. La magia del deseo (2014)

### Serie «Ardiente»
(Finalizada)
1. Ardiente verano (30/07/2021) (Reedición en libro electrónico)
2. Bajo el calor de tu piel (2015) (Reedición en libro electrónico 20/11/2024)

### Novelas independientes
- Relatos gamberros... o no (2023, solo Amazon)
- Bocados de Pasión, antología de relatos eróticos (enero de 2018, solo digital)
- El corazón de una estrella (2020)
- Amanecer contigo (2014) Reedición en libro electrónico 20/11/2024
- La voz (agosto de 2019, solo digital)
- El sacrificio del verdugo (2013)
- La sombra de tu memoria (2013) Reedición en libro electrónico mayo de 2022
- Quédate a mi lado (2012)

### Cuentos incluidos en antologías
- «El corazón de una estrella» en Sueños de Navidad (descatalogada en esta edición 2011) (con Yolanda Royo, Amaya Felices, Ana Cremades y Elena Moraira)
- «Una noche más» en Por volver a verte sonreír (2013) (Incluido en la antología Bocados de pasión, 2018)

### Relatos publicados
Incluidos en la antología Bocados de pasión
- Un, dos, tres... Sexo exprés (2015)
- Un encuentro inesperado (2015)
- Solo en casa: el ilusionado marido (2015)
- Sola en casa: la estudiante aplicada (2015)
- Sola en casa: la esposa hastiada (2015)
- La noche de los tratos vivientes (2015)
- Una segunda oportunidad (2015)
- Con la suerte en los talones (2015)
- Por pelotas (2015)

## Premios
- Premio El Rincón de la novela romántica 2017 a la Mejor Comedia Romántica Nacional: No lo llames amor (2017)
- Premio Rosa Revista Romántica´s 2017 al mejor romance actual nacional: No lo llames amor (2017)
- Premio Rosa Romántica´s 2016 Mejor Autora Nacional (2017)
- Premio Rosa Romántica´s Mejor Novela Actual Nacional 2016: Nadie más que tú (2016)
- Premio Dama 2015 Mejor Autora Nacional por Bajo el calor de tu piel (2015)
- Premio Mejor Novela Histórica Nacional 2014 Rincón Novela Romántica por Amanecer contigo (2014)
- Premio Dama mejor novela romántica de suspense 2014: Amanecer Contigo (2014)
- Premio Autora Más valorada 2014 por el blog Un Romance Más (2014)
- Premio Novela más valorada 2014 para Amanecer Contigo por el blog Un Romance Más (2014)
- Premio Púrpura Romántica 2014 Mejor Novela erótica: Atrévete a quererme (2014)
- Premio Cazadores del Romance a la Mejor Novela erótica: Atrévete a quererme (2014)
- Premio Mejor Autora de Habla Hispana 2013, en Cazadoras del Romance (2013)
- Premio AelS al Mejor Romance Actual 2012 por Quédate a mi lado (2012)
- Premio Rosas Revista Románticas al Mejor Romance Actual 2012 por Quédate a mi lado (2012)
- Finalista del VI Premio Terciopelo con la novela Quédate a mi lado (2011)
- Premio “Mejor romance erótico” 2011 de la revista Romántica´s, por Ardiente Verano (2011)
- Premio “Mejor autora española” 2011 de la revista Romántica´s por Cuando la memoria olvida (2011)
- Premio “Mejor romance erótico” 2011 en la web El Rincón de la novela romántica por Ardiente Verano (2011)
- Premio Colmillo de oro 2011 a la “Mejor Novela Erótica” por Ardiente Verano (2011)
- Premio Narrativa Romántica La Máquina china 2011, por El corazón de una estrella (2011)
- Ganador en el Certamen “100 mini-relatos de amor y un deseo satisfecho” con Sí, se atrevió" (2011)